# مریلن فولرتون
مریلن فولرتون (انگلیسی: Maryellen Fullerton؛  – ) وکیل و استاد دانشگاه اهل ایالات متحده آمریکا بود. وی از دانش‌آموختگان دانشگاه دوک است.
وی همچنین برندهٔ جوایزی همچون برنامه فولبرایت شده‌است.